# بخش سالم (شهرستان مونرو، اوهایو)
بخش سالم (به انگلیسی: Salem Township) یک منطقهٔ مسکونی در ایالات متحده آمریکا است که در شهرستان مونرو، اوهایو واقع شده‌است.
 بخش سالم ۶۸٫۵ کیلومتر مربع مساحت و ۱٬۰۰۱ نفر جمعیت دارد و ۱۸۹ متر بالاتر از سطح دریا واقع شده‌است.